# فومون
فومون هي كومونا في مقاطعة فروزينوني في منطقة لاتسيو الإيطالية ، وتقع على بعد حوالي 70 كيلومتر (43 ميل) جنوب شرق روما وحوالي 12 كيلومتر (7 ميل) شمال غرب فروزينوني .

## جغرافية
تقع المدينة على تل مخروطي منعزل على وادي ساكو . ويحدها العديد من البلديات ألاتري وأناجني وفيرينتينو.

## المعالم السياحية الرئيسية
كانت قلعة فوموني المعقل البابوي الرئيسي في جنوب لاتيوم. وهي تضم اليوم متحفًا أثريًا. وهو الذي سُجن فيه البابا سلستين الخامس عند تخليه عن العرش البابوي.
ومن الجدير بالذكر أيضًا كنيسة سانتا ماريا أنونزياتا، التي تضم آثار القديس سيباستيان.